# Амірабад (Каракалпакстан)
Амірабад (колишній колгосп Ленінград; узб. Амиробод, Amirobod) — міське селище в Узбекистані, в Турткульському районі Каракалпакстану.
Розташоване на каналі Амірабад, за 6 км на північний захід від Турткуля.
Населення 3,7 тис. мешканців (1987). Статус міського селища з 2009 року.